# Morti nel 1339
| Questa pagina contiene informazioni ricavate automaticamente dalle voci biografiche con l'ausilio del template Bio e di un bot. L'aggiornamento è periodico e automatico e ricostruisce completamente la pagina. Se manca una persona in questa lista, sei pregato di non aggiungerla, ma accertati piuttosto che la sua voce biografica contenga il template Bio e che i dati anagrafici siano correttamente compilati. Se il template Bio manca, inseriscilo tu stesso o, in alternativa, metti l'avviso {{tmp\|Bio}} che ne segnala la mancanza. Se i dati riportati sono sbagliati, correggi direttamente la voce biografica; le modifiche saranno visibili in questa lista entro pochi giorni. Per chiarimenti vedi il progetto biografie. La lista contiene solo le 26 persone che sono citate nell'enciclopedia e per le quali è stato implementato correttamente il template Bio. Pagina aggiornata al 10 feb 2025. |

- 6 gennaio - Beniamino II di Alessandria, vescovo cristiano orientale egiziano
- 19 gennaio - Raimondo di Montfort, religioso e cardinale francese
- 2 febbraio - Jón Halldórsson, vescovo cattolico norvegese (n. 1275)
- 17 febbraio - Ottone IV d'Asburgo, duca (n. 1301)
- 19 marzo - Cianghella della Tosa, italiana
- 26 maggio - Aldona di Lituania, nobile lituana
- 10 agosto - Aicardo Antimiani, arcivescovo cattolico italiano
- 16 agosto - Azzone Visconti, italiano (n. 1302)
- 26 agosto - Giovanni da Caramola, religioso francese (n. 1280)
- 1º settembre - Enrico XIV di Baviera, nobile tedesco (n. 1305)
- 19 settembre - Go-Daigo, imperatore giapponese (n. 1288)
- 29 ottobre - Alessandro I di Tver', principe (n. 1301)
- 31 ottobre - Francesco Dandolo, doge
- 10 dicembre - Edvige di Kalisz, nobile polacca (n. 1266)
- Andrej Mstislavič, principe russo
- Antonio da Tempo, poeta e metricologo italiano
- Francesco Carroz, ammiraglio spagnolo
- Guido Cattaneo, arcivescovo cattolico italiano
- Giovanni I Chiaramonte, nobile, politico e militare italiano
- Massarello di Giglio, pittore italiano
- Margherita Orsini, nobile latina
- Rangjung Dorje, monaco buddhista tibetano (n. 1284)
- Guglielmo de' Rossi, militare italiano
- Giovanna Visconti di Gallura (n. 1291)
- Guglielmo da Varignana, medico, farmacista e anatomista italiano (n. 1270)
- Abd al-Malik Abd al-Wahid, emiro berbero